# Malé černé

Malé černé, Hubert de Givenchy (1961)

Malé černé (anglicky little black dress, nebo LBD) jsou černé večerní dámské šaty jednoduchého střihu s kratší délkou sukně. Módní historici připisují jejich původ návrhům Coco Chanel z dvacátých let 20. století. Značnou popularitu jim přinesl film Snídaně u Tiffanyho z roku 1961, v němž hlavní představitelka Audrey Hepburnová oblékla model navržený Hubertem de Givenchy. Od té doby se staly symbolem elegance a součástí dámského šatníku. 
Jednoduché černé šaty lze nosit do zaměstnání, s barevnými doplňky jako je kabelka, nebo sako. Použitím šperků a dalších doplňků lze stejné šaty obléknout do společnosti i na formální událost. Jednadvacáté století přineslo vedle dalších střihů a délek šatů i kombinaci volnějších černých šatů nad kolena s kalhotami, kde plní funkci tuniky.

## Historie
Černá vždy patřila mezi barvy s mnoha symbolickými významy. Vyjadřovala zbožnost a pokoru mnichů a kněží. Po smrti francouzského krále Jindřicha II. nosila královna-vdova Kateřina Medicejská po celých třicet let života černé šaty. Získala přezdívku „černá královna“, která označovala i její tvrdou vládu. Bílou smuteční barvu tak změnila na černou, která měla projevovat její pokoru a smutek. Černá barva se stala oblíbenou mezi španělskými aristokraty a nizozemskými obchodníky, protože pro ně představovala bohatství. Na počátku 18. století reprezentovala romantiku a umění. V 19. století byly černé šaty vyhrazeny truchlícím vdovám. Černá jako barva svůdnosti podtrhla osobnost Anny na plese při setkání s hrabětem Alexejem Vronským v Tolstého románu Anna Kareninová.
V druhé polovině 19. století bylo vyvinuto levnější syntetické černé barvivo a černé šaty se staly uniformou služebnictva. Díky šicímu stroji, papírovému vzoru, který byl okopírován z módního časopisu a látkám již cenově dostupným se dělnická třída mohla oblékat jako „vyšší společnost“. Koncem devatenáctého století byly jednoduché černé šaty znakem mladých žen dělnické třídy v New Yorku, Londýně nebo Paříži. Podle deníku The Sun probíhala revoluce v oblékání. Také smuteční šaty královny Viktorie našly mnoho módních příznivců. Během první světové války se pro tisíce žen staly smuteční jednoduché a praktické černé šaty běžným denním oděvem.

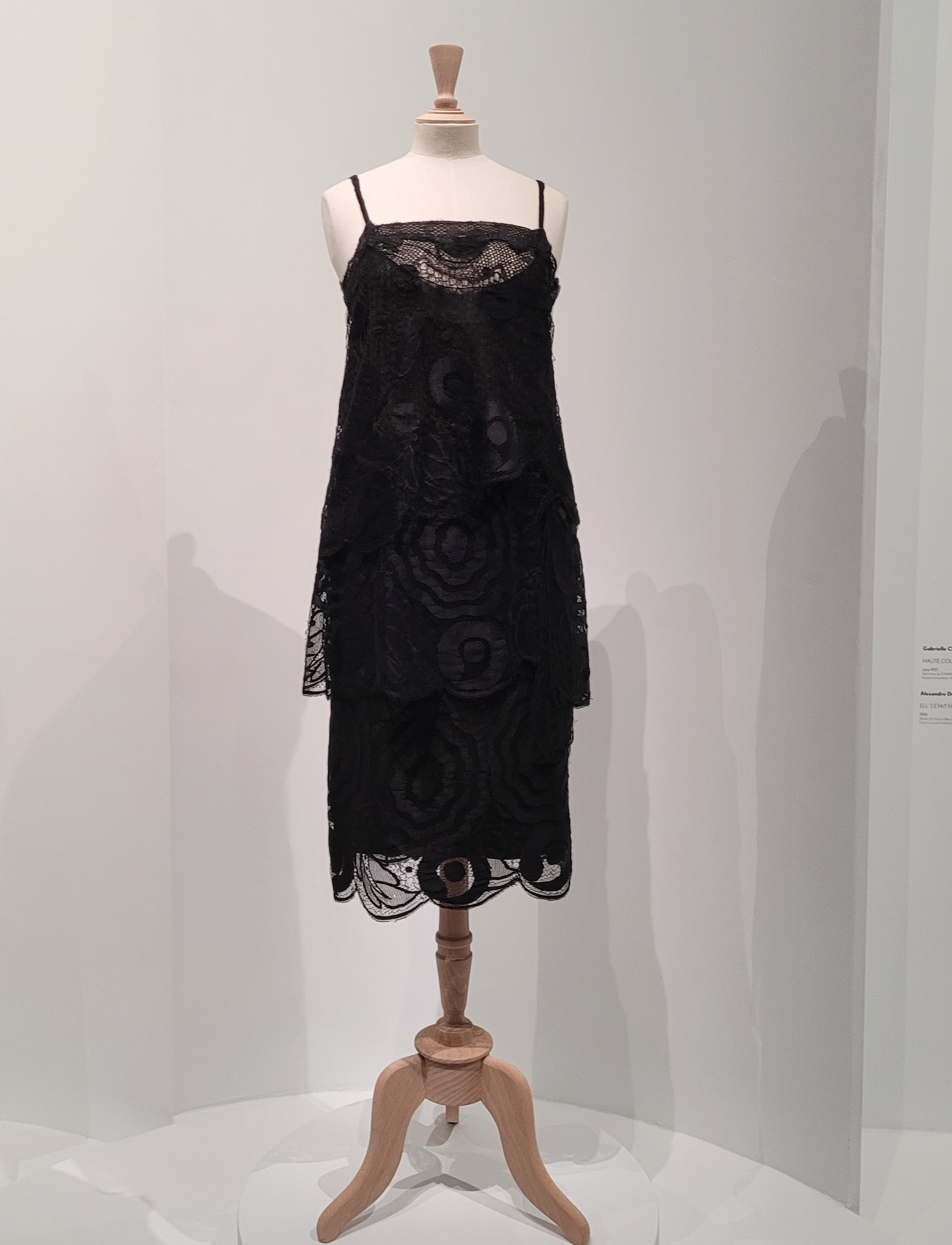
Malé černé, jeden z modelů Coco Chanel

V americkém magazínu Vogue se v říjnu roku 1926 objevila ilustrace modelu šatů Coco Chanel. Zobrazovala krátké černé šaty, zdobené jen několika diagonálními čarami. Vogue model nazval „Chanel Ford – model, který bude nosit celý svět – Model 817 “, podle Fordu modelu T, který se stal dostupným automobilem pro širší okruh zájemců. Podobně chtěla Coco Chanel zpřístupnit malé černé šaty ženám různých společenských vrstev. Jednoduchý model brzy ovlivnil módu dvacátých let 20. století a stal se symbolem nového, moderního typu ženy. Upravován módními návrháři zůstal ztělesněním elegance a módního stylu. V roce 1927 představil módní dům Chanel „malé černé šaty“ vyrobené z vlněného žerzeje s plisovanou sukní. Malé černé šaty zůstaly populární také během Velké hospodářské krize, protože patřily mezi cenově dostupné oblečení. Staly se základem pro večerní oděv. Silueta gamine („chlapecká“) byla nahrazena přirozenějšími ženskými křivkami.

### Druhá polovina 20. století
Rozšíření levnějších syntetických látek jako umělé hedvábí nebo nylon po druhé světové válce učinilo dostupnější předválečné modely, přizpůsobené dobovým módním trendům. Christian Dior ve své kolekci „New Look“ přinesl „sexy“ styl malých černých šatů. Nosila je Marilyn Monroe nebo Grace Kellyová a další hollywoodské filmové hvězdy.
V šedesátých letech se objevily dva odlišné styly. Mladá generace dávala přednost černým minišatům. Módní návrhářka Mary Quantová přidala k  minisukni rozparky a průstřihy do živůtku šatů. Na jejích modelech se objevily průhledné látky – síťovina nebo tyl. Zralé ženy si oblíbily černé pouzdrové šaty „Givenchy“, doplněné šňůrami perel a dlouhými saténovými rukavicemi.

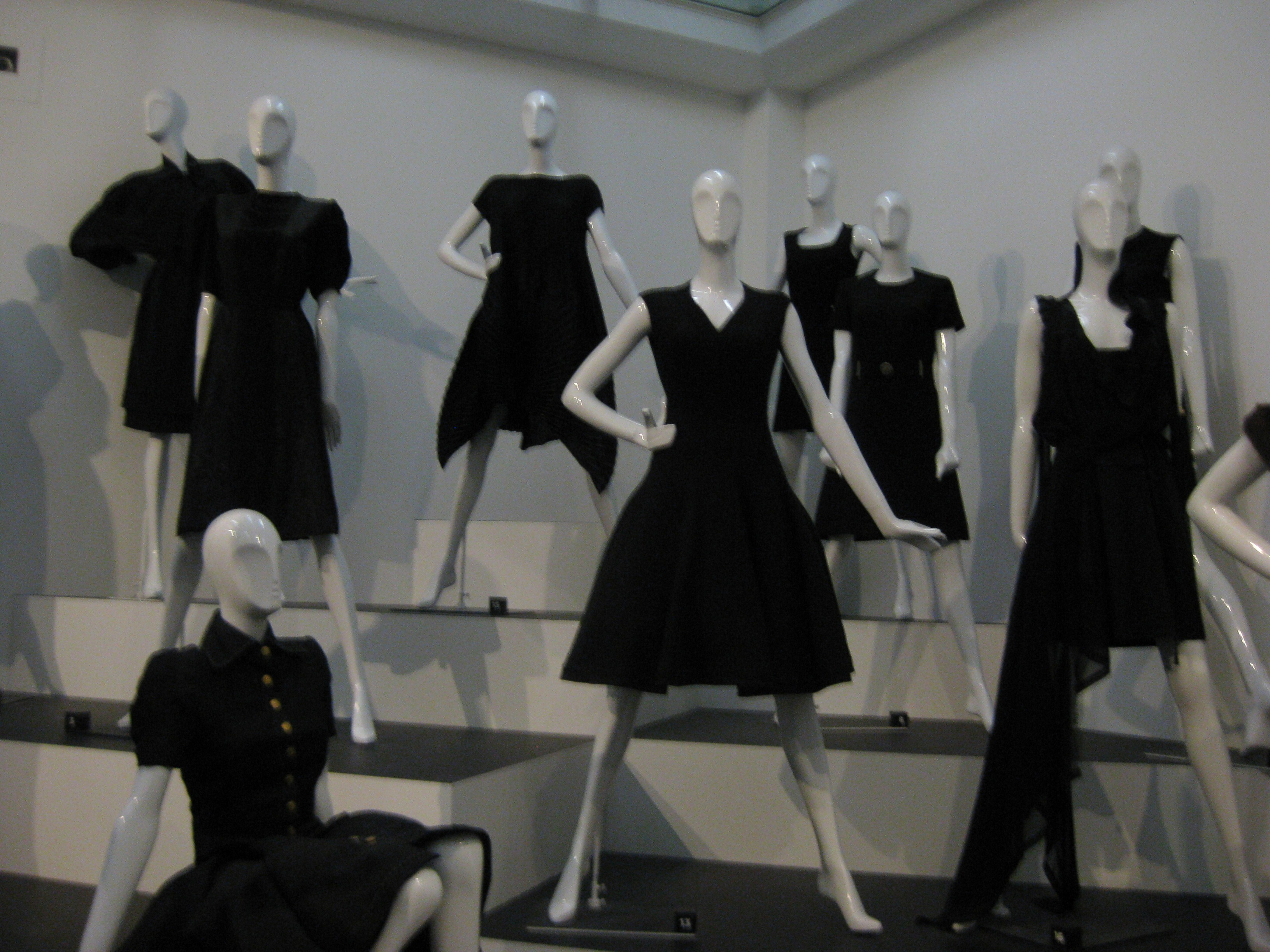
Variace na malé černé – výstava Legenda Chanel, Gemeentemuseum, Haag (2014)

Po období disco stylu a punkrockové kultury, obliba neformálních látek, především pletenin, přivedla malé černé šaty během osmdesátých let zpět do módy. Byly vhodné do zaměstnání i na večer. Koncem tisíciletí zviditelnila šaty Elizabeth Hurleyová, když si oblékla model se zavíracími špendlíky od společnosti Versace na premiéru filmu Čtyři svatby a jeden pohřeb nebo princezna Diana, která se objevila na letní párty v Serpentine Gallery v černých šatech Christiny Stambolianové.
Počátkem jednadvacátého století prošly malé černé šaty podstatným vývojem. Lze obléci klasické šaty jednoduchého střihu, ale i šaty s různými prostřihy, délkami, s dalšími doplňky nebo bez nich. Modely malých černých šatů lze nalézt téměř ve všech renomovaných módních domech.

## Zajímavosti
- Amy Holman Edelmanová napsala ve své knize The Little Black Dress (1998), že návrhář Karl Lagerfeld vyjádřil pochybnosti o skutečném autorství modelu. Za autorku lze považovat i newyorskou módní návrhářku Nettie Rosensteinovou.
- Přiléhavé černé koktejlové šaty pro Audrey Hepburnovou, které navrhl a ušil Hubert de Givenchy pro celovečerní film Snídaně u Tiffanyho, se staly známými jako „malé černé šaty“. V aukci v Christie's v roce 2006 byly vydraženy přibližně za 600 000 eur.
- V roce 2017 vydražila aukční síň Sotheby's kolekci sto čtyřiceti modelů „malých černých šatů“ od různých návrhářů z období mezi lety 1921 až 2010.